# Молдавска Аутономна Совјетска Социјалистичка Република
Молдавска Аутономна Совјетска Социјалистичка Република (рум. Republica Autonomă Sovietică Socialistă Moldovenească, молд. Република Аутономэ Советикэ Cочиалистэ Молдовеняскэ; укр. Молдавська Автономна Радянська Соціалістична Республіка), скраћено Молдавска АССР, била је аутономна република Украјинске ССР која је постојала од 12. октобра 1924. до 2. августа 1940. године.
Простирала се на територији којиа одговара данашњој сепаратистичкој Придњестровској Молдавској Републици.

## Стварање
Историја те аутономне републике почела је 12. октобра 1924. на трећем заседању Свеукрајинског централног извршног  комитета на којем је одлучено да се оснује Молдавска Аутономна Совјетска Социјалистичка Република, са административним центром у Балти.
То је био политички одговор на анексију Бесарабије коју је извршила Краљевина Румунија 1918. с којом се Совјети никако нису могли помирити.
Престоница је 1929. пресељена у Тираспољ.

## Промоција молдавског идентитета
Начело да се молдавски разликује од румунског језика је увелико промовисано у републици. Савремени лингвисти се углавном слажу да постоји мала разлика између њих двоје, углавном у акценту и речнику. Република је такође промовисала иредентизам према Румунији, проглашавајући да су Молдавци у Бесарабији „угњетавани од румунских империјалиста“.
Као део настојања да се језик у совјетској Молдавији („молдавска социјалистичка култура“) одржи далеко од румунских утицаја („румунска буржоаска култура“), за писање језика коришћено је реформисано ћирилично писмо, за разлику од латиничног писма које је званично коришћено у Румунији. Лингвисту Леониду Мадану додељен је задатак да успостави књижевни стандард, заснован на молдавским дијалектима Придњестровља и Бесарабије, као и руским позајмљеним речима или калку на руском.
Године 1932, када је у целом Совјетском Савезу постојао тренд да се сви језици пребаце на латинично писмо, у молдавске школе и јавну употребу уведено је латинично писмо и књижевни румунски језик. Маданове књиге су уклоњене из библиотека и уништене. Овај покрет је, међутим, кратко трајао, а у другој половини 1940-их у Совјетском Савезу је почео нови тренд преласка језика на ћирилично писмо.
Године 1938. ћирилично писмо је поново проглашено званичним за молдавско, а латинично писмо је забрањено. Међутим, књижевни језик се није у потпуности вратио Мадановом стваралаштву и остао је ближи румунском. После 1956. Маданови утицаји су у потпуности избачени из школских књига.
Ова политика је остала на снази до 1989. године. Употреба ћирилице се и даље примењује у отцепљеном региону Придњестровља у Молдавији, где се тврди да враћа језик његовим коренима.

## Укидање
Совјетска влада је 26. јуна 1940. поставила ултиматум румунском министру у Москви, захтевајући од Румуније да одмах уступи Бесарабију и Северну Буковину. Италија и Немачка, којима је била потребна стабилна Румунија и приступ њеним нафтним пољима, позвале су краља Карола II  да се повинује. Под принудом, без изгледа на помоћ Француске или Британије, Румунија је уступила те територије.  Совјетске трупе су 28. јуна прешле Дњестар и заузеле Бесарабију, Северну Буковину и област Херца. Територије на којима су етнички Украјинци били највећа етничка група (делови Северне Буковине и делови Хотина, Четатеа Алба и Измаил), као и неки суседни региони са румунском већином, као што је регион Херца, припојени су Украјинској ССР. Пренос Бесарабије на Црно море и Дунав на територију Украјине обезбедио је њену контролу од стране стабилне совјетске републике.
Совјетски Савез је 2. августа 1940. године основао Молдавску Совјетску Социјалистичку Републику (Молдавска ССР), која се састојала од шест округа Бесарабије спојених са најзападнијим делом (са површином од 4.118 км2) делом Молдавске АССР, чиме је ова аутрономна реппублика била ефективно укинута.